# Yahel Castillo
Yahel Ernesto Castillo Huerta (Guadalajara, 6 giugno 1987) è un tuffatore messicano.
Ha rappresentato il Messico ai Giochi olimpici di Pechino 2008 e Londra 2012. In carriera ha vinto due medaglie di bronzo ai campionati mondiali di nuoto nei tuffi dal trampolino 3 metri, individuale e sincronizzato.

## Biografia
All'età di vent'anni, nel marzo 2008, ha vinto la medaglia di bronzo nel trampolino 3 metri individuale nella Coppa del Mondo di tuffi di Pechino 2008. Questo risultato gli ha garantito la possibilità di partecipare alle imminenti olimpiadi.
Ai Giochi olimpici di Pechino 2008, nei tuffi dal trampolino 3 metri ha ottenuto il terzo piazzamento nel turno eliminatorio ed il quarto in semifinale. Nella finale, vinta da He Chong, si è classificato all'ottavo posto.
L'anno seguente ai Campionati mondiali di nuoto di Roma 2009 ha gareggiato nei concorsi dal trampolino 1 metro e 3 metri individuali. Il 17 luglio, nella altezza 1 metro è stato eliminato nel turno preliminare con il ventottesimo posto alle spalle del croato Sime Peric. Cinque giorni più tardi, nella competizione dai 3 metri ha ottenuto il quinto piazzamento nel turno preliminare e l'ottavo posto in semifinale. Grazie a quest'ultimo risultato è entrato in finale tra i migliori dodici atleti della disciplina. Ha concluso la gara con al sesto posto, rispettivamente dietro al cinese He Chong, campione del mondo, allo statunitense Troy Dumais, medaglia d'argento, al canadese Alexandre Despatie, bronzo, al cinese Zhang Xinhua ed al brasiliano César Castro.
Ha partecipato ai Campionati mondiali di nuoto di Shanghai 2011 nei concorsi dei tuffi dal trampolino 3 metri individuale e sincronizzato, disputati nel mese di luglio allo Shanghai Oriental Sports Center. Il 19 luglio, in squadra con il compagno Julián Sánchez, dopo aver superato il turno di qualificazione con il sesto posto, ha vinto la medaglia di bronzo nel sincro, alle spalle della coppia cinese, composta da Qin Kai e Luo Yutong, e di quella russa, formata da Il'ja Zacharov e Evgenij Kuznecov. Nella competizione individuale, nei giorni 21 e 22 dello stesso mese, si è classificato sesto. Nel turno eliminatorio aveva ottenuto il quarto piazzamento ed in semifinale il nono.
Nel mese di ottobre ha rappresentato il Messico ai XVI Giochi panamericani di Guadalajara. Allo Scotiabank Aquatics Center, impianto della sua città natale, ha collezionato due medaglie d'oro: nel trampolino 3 metri individuale e nel sincro, di nuovo col compagno Julián Sánchez.
Grazie ai risultati ottenuti nel 2011, ha ottenuto la qualificazione in entrambe le discipline dei tuffi dal trampolino 3 metri ai Giochi olimpici di Londra 2012. Nel sincro, con Julián Sánchez, ha chiuso ottavo. Nel concorso individuale ha passato il turno di qualificazione con il quinto piazzamento e la semifinale con il quarto. Durante la finale è stato in lotta per la medaglia d'oro sino al quarto tuffo, conducendo sino a quel momento la gara in testa alla classifica. Gli errori commessi sul quinto ed il sesto tuffo lo hanno estromesso dalla zona medaglie per pochi centesimi e lo hanno relegato in sesta posizione dietro al russo Il'ja Zacharov, oro, ai cinesi Qin Kai, argento, e He Chong, bronzo, al tedesco, Patrick Hausding ed allo statunitense Troy Dumais.
Nel luglio 2013 ha gareggiato alle Universiadi di Kazan' 2013, disputate all'Aquatics Center ed ha vinto la medaglia di bronzo nel trampolino 3 metri sincro in squadra con Daniel Islas.
Ai campionati mondiali di nuoto di Barcellona 2013 ha vinto la medaglia di bronzo nel concorso dei tuffi dal trampolino 3 metri disputato alla Piscina municipale di Montjuïc.
Ha gareggiato ai mondiali di nuoto di Gwangju 2019 vincendo la medaglia d'argento nei tuffi dal trampolino 3 metri sincro, gareggiando al fianco del connazionale Juan Manuel Celaya. La coppia, con 413,94 punti, ha concluso la gara alle spalle dei cinesi Cao Yuan e Xie Siyi (439,74 punti) e dei britannici Daniel Goodfellow e Jack Laugher (415,02 punti)  e, grazie a questo risultato, si è qualificata per i Giochi olimpici estivi di Tokyo 2020.

## Palmarès

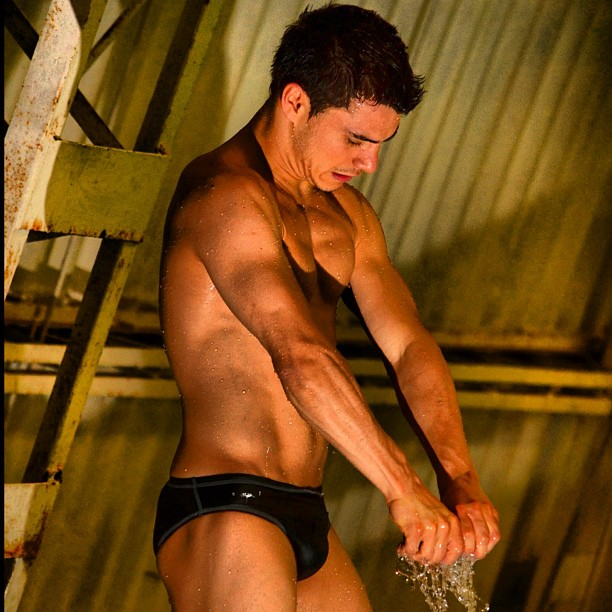
Yahel Castillo.

- Campionati mondiali di nuoto

Shanghai 2011: bronzo nel sincro 3 m.
Barcellona 2013: bronzo nel trampolino 3 m.
Gwangju 2019: bronzo nel sincro 3 m.
- Coppa del Mondo di tuffi

Pechino 2008: bronzo nel trampolino 3 m.
- Giochi panamericani

Guadalajara 2011: oro nel trampolino 3 m e nel sincro 3 m.
Lima 2019: oro nel trampolino 3 m sincro;
- Universiadi

Kazan 2013: bronzo nel trampolino 3 m.